# Кабо-вердианская федерация футбола
Кабо-верди́анская федера́ция футбо́ла (порт. Federação Caboverdiana de Futebol) — организация, осуществляющая контроль и управление футболом в Кабо-Верде. Располагается в Прае. КФФ основана в 1982 году, вступила в ФИФА в 1986 году, а в КАФ — в 2000 году. Является членом Западноафриканского футбольного союза. Федерация организует деятельность и управляет национальной и молодёжными сборными. Под эгидой федерации проводится чемпионат страны и многие другие островные соревнования. Женский футбол в Кабо-Верде не развит.